# Мома
Мома (рос. Мома) — річка в Республіці Саха (Якутія), правий приплив Індигірки.
Довжина — 406 км, площа басейну — 30 200 км². Бере початок з озера Сісиктях на північному схилі хребта Улахан-Чистай (система хребта Черського). Протікає в широкій міжгірській долині по території Момського району. Впадає до Індигірки за 1086 км від її гирла. У басейні річки — родовище кам'яного вугілля. У гирлі — районний центр — село Хонуу.

## Етимологія
Назва походить від евенк. МоМА — «дерев'яний, лісовий». Так називають річки з крутими, берегами, що легко підмиваються, які руйнуються разом зі зростаючими на них деревами, захаращуючи при цьому русло.

## Гідрологія
Живлення дощове, снігове та льодове. Замерзає в жовтні, розкривається наприкінці травня — початку червня. Русло річки в середній та нижній течії рясніє кам'янистими порогами, характерним є полій. Середньорічна витрата води — за 377 км від гирла — 11,02 м ³/с. Річка не судноплавна.
Середньомісячні витрати води в річці (м ³/с) в районі села Сасир з 1971 по 1994 рік

## Дані водного реєстру
За даними державного водного реєстру Росії та геоінформаційної системи водогосподарського районування території РФ, підготовленої Федеральним агентством водних ресурсів:
- Басейновий округ — Ленський
- Річковий басейн — Індигірка
- Річковий підбасейн — відсутній
- Водогосподарська ділянка — Індигірка від впадання Нери до впадання Моми
- Код водного об'єкта — 18050000212117700050518

### Основні притоки (км від гирла)
- 42 км — річка Кіпчістан-Тірехтях (лв)
- 104 км — річка Ерекіт (лв)
- 255 км — річка Буордах (лв)
- 288 км — річка Тірехтях (лв)